# 딱신
딱신 대왕(Somdet Phrachao Taksin Maharaj, 태국어: สมเด็จพระเจ้าตากสินมหาราช) 혹은 정소왕 중국어 정체자: 鄭昭, 병음: Zhèng Zhāo, 1743년 4월 17일 ~ 1782년 4월 7일)은 톤부리 왕조의 유일한 국왕이다. 1767년 아유타야의 두 번째 몰락 이후 점령한 버마군에 맞서 시암을 해방시킨 위대한 지도자로서, 주변국의 전쟁 위험으로부터 시암을 통일시킨 위대한 지도자로서 태국 국민들에게 무한한 존경을 받는 국왕이다. 이전의 수도였던 아유타야가 완전히 파괴되었기 때문에 딱신은 톤부리에 새로운 도읍을 만들었다. 그의 통치는 수많은 전쟁이 특징이었는데, 버마의 침공을 물리쳤고, 라오스의 왕조였던 란나 왕국을 병합하였으며, 캄보디아도 병합하였다.
그의 사후 그의 왕국은 차크리 왕조의 건국으로 이어졌으며, 붓다 요드파 출라오께 왕에 의해 랏따나꼬신 왕국이 뒤를 이었다. 그의 업적에 비추어 후일 태국 사람들은 그를 대왕으로 호칭하였다.

## 같이 보기
- 톤부리 왕조